# Idiostatus rehni
Idiostatus rehni är en insektsart som beskrevs av Andrew Nelson Caudell 1907. Idiostatus rehni ingår i släktet Idiostatus och familjen vårtbitare. Inga underarter finns listade i Catalogue of Life.